# یانگچون
یانگچون (به لاتین: Yangchun) یک county-level city در جمهوری خلق چین است که در یانگژیانگ واقع شده‌است.

## خصوصیات
یانگچون ۴٬۰۵۵ کیلومترمربع مساحت و ۸۴۹٬۵۰۴ نفر جمعیت دارد.